# Nord (okręg administracyjny Bremerhaven)

Okręgi administracyjne i dzielnice

Nord – okręg administracyjny (niem. Stadtbezirk) w Bremerhaven, w Niemczech, w kraju związkowym Brema.  
W skład okręgu administracyjnego wchodzą cztery dzielnice (Stadtteil):
1. Lehe
2. Leherheide
3. Mitte
4. Weddewarden